# Ramung Ara
Ramung Ara is een bestuurslaag in het regentschap Aceh Tengah van de provincie Atjeh, Indonesië. Ramung Ara telt 218 inwoners (volkstelling 2010).